# Provincia de Chikuzen
Chikuzen (筑前国; Chikuzen no kuni, literalmente: país de Chikuzen) fue una provincia antigua de Japón en el área que actualmente es parte de la prefectura de Fukuoka en la región de Kyūshū, aunque no incluía lo que actualmente conforman las partes más al sur y al este. Chikuzen limitaba con las provincias de Buzen, Bungo, Chikugo, y Hizen.
La capital original de la provincia se cree que estaba cerca de Dazaifu, aunque la ciudad de Fukuoka ha tomado mayor importancia en los últimos tiempos.
Al finalizar el siglo XIII, Chikuzen fue el lugar de destacamiento de las invasiones de los mongoles a Japón. Sin embargo estas invasiones mongolas fueron un fracaso pues sus tropas principales fueron sorprendidas por un poderoso tifón que acabó con la mayor parte de ellas. Después llamado Kamikaze, este tifón fue precisamente el origen del término que tendría un uso posterior en la Segunda Guerra Mundial.